# Peter Rohr
Hans Peter Rohr (ur. 4 września 1943) – szwajcarski narciarz alpejski. Nie startował na żadnych mistrzostwach świata ani igrzyskach olimpijskich. Najlepsze wyniki w Pucharze Świata osiągnął w jego pierwszej edycji (sezon 1966/1967), kiedy zajął 16. miejsce w klasyfikacji generalnej.

## Sukcesy

### Puchar Świata

#### Miejsca w klasyfikacji generalnej
- 1966/1967 – 16.[2]
- 1967/1968 – 51.
- 1968/1969 – 26.
- 1969/1970 – 55.

#### Miejsca na podium
1. Megève – 27 stycznia 1967 (zjazd) – 2. miejsce
2. Cortina d’Ampezzo – 9 lutego 1969 (zjazd) – 3. miejsce